# Clueless – Die Chaos-Clique
Clueless – Die Chaos-Clique (auch: Clueless – Die wichtigen Dinge des Lebens, Originaltitel: Clueless) ist eine US-amerikanische Fernsehserie, die auf dem Film Clueless – Was sonst! basiert.

## Handlung
Die drei verwöhnten Jugendlichen Cher, Amber und Dionne haben alles andere im Sinn außer dem Unterricht an der exklusiven Bronson Alcott High School. Sie interessieren sich für die wichtigen Dinge im Leben: Jungs, Modetrends und Einkaufen. Geld für diese Hobbys bekommen sie von ihren Vätern: Chers Vater ist Anwalt, Ambers der teuerste Psychiater von Beverly Hills. Weiterhin zur Clique gehören Dionnes Freund Murray und dessen Kumpel Sean.

## Besetzung
Die Serie wurde bei der Beta-Technik in München synchronisiert. Matthias von Stegmann schrieb die Dialogbücher und führte zusammen mit Axel Malzacher die Dialogregie.
| Rolle                  | Schauspieler                                               | Synchronsprecher               | Staffel |
| ---------------------- | ---------------------------------------------------------- | ------------------------------ | ------- |
| Cher Andi Horowitz     | Rachel Blanchard                                           | Stephanie Kellner              | 1, 2, 3 |
| Dionne Marie Davenport | Stacey Dash                                                | Jennifer Wippich               | 1, 2, 3 |
| Amber Princess Mariens | Elisa Donovan                                              | Christine Stichler             | 1, 2, 3 |
| Murray Lawrence Duvall | Donald Faison                                              | Alexander Brem                 | 1, 2, 3 |
| Sean Eugene Holiday    | Sean Holland                                               | Hubertus von Lerchenfeld       | 1, 2, 3 |
| Josh                   | David Lascher                                              | Matthias von Stegmann          | 1       |
| Mr. Alphonse Hall      | Wallace Shawn                                              | Tonio von der Meden            | 1       |
| Mrs. Geist-Hall        | Twink Caplan                                               | Uschi Wolff                    | 1       |
| Mel Horowitz           | Michael Lerner (Staffel 1–2) Douglas Sheehan (Staffel 2–3) | Donald Arthur Randolf Kronberg | 1, 2, 3 |
| Marshall Gasner        | Danny Strong                                               | Philipp Brammer                | 1, 2, 3 |
| Coach Millie Deemer    | Julie Brown                                                | Katharina Lopinski             | 2, 3    |

### Vergleich zur Filmbesetzung
Im Film wurde die Hauptrolle der Cher von Alicia Silverstone verkörpert. Julie Browns Rolle hieß im Film Coach Millie Stoeger, in der Fernsehserie hieß sie allerdings Coach Millie Deemer. Zudem hatte Sean Holland im Film nur eine sehr kleine Rolle namens Lawrence, in der Fernsehserie verkörpert er eine der Hauptrollen (Sean Holiday). Tai, die im Film – verkörpert von Brittany Murphy – eine große Rolle in der Clique einnimmt, tritt in der Serie nur in drei Folgen der ersten Staffel in Erscheinung und wird von Heather Gottlieb dargestellt. Murphy spielt in Episode 10 der 1. Staffel Freie Fahrt für Cher (Driving Me Crazy) die Rolle der Jasmine. Im Film wurde Chers Stiefbruder Josh von Paul Rudd dargestellt und schien eine romantische Beziehung zu ihr zu haben, in der Serie dagegen, wo David Lascher Josh verkörperte, wurde diese Storyline nicht aufgegriffen. Rudd seinerseits erschien in der Serie in einer Nebenrolle: Sonny in Episode 9 der 1. Staffel Sonny und Cher (I Got You Babe). Chers Vater – im Film dargestellt von Dan Hedaya – schien in der Serie, von Michael Lerner und dann Doug Sheehan verkörpert, freundlicher und menschlicher geworden zu sein. Außerdem fährt Cher in der Serie zum ersten Mal und hat Theorie-Unterricht, aber hatte im Film schon eine Fahrprüfung hinter sich.
Ein weiterer Fehler, der den Zusammenhang der Handlung zwischen Film und Fernsehserie stört, ist die Tatsache, dass Dionne und Murray im Film offensichtlich sexuell aktiv waren, und Dionne in der Serie plötzlich wieder Jungfrau ist. Zudem ist Cher in der Serie fürsorglich und positiv, während sie im Film als sehr egoistisch und pessimistisch erschien.

## Liste aller Episoden
| Episode | Deutscher Titel                           | Originaltitel                                | Fortlaufende Nummer |  |
| ------- | ----------------------------------------- | -------------------------------------------- | ------------------- |  |
| 1       | Die große Liebe                           | As If A Girl's Reach Should Exceed Her Grasp | 01                  |  |
| 1       |                                           |                                              |                     |  |
| 2       | Ein Mädchen muss nach den Sternen greifen | Don't Stand So Close To Me                   | 02                  |  |
| 2       |                                           |                                              |                     |  |
| 3       | Der Jungschauspieler                      | To Party Or Not To Party                     | 03                  |  |
| 3       |                                           |                                              |                     |  |
| 4       | Die Stadtverschönerung                    | City Beautification                          | 04                  |  |
| 4       |                                           |                                              |                     |  |
| 5       | Horror beim Hairstylisten                 | Do We With Bad Haircuts Not Feel?            | 05                  |  |
| 5       |                                           |                                              |                     |  |
| 6       | Die Rucksack-Demo                         | We Shall Overpack                            | 06                  |  |
| 6       |                                           |                                              |                     |  |
| 7       | Der Versöhnungsplan                       | Making Up Is Hard To Do                      | 07                  |  |
| 7       |                                           |                                              |                     |  |
| 8       | Die Hollywood-Legende                     | Kiss Me Kip                                  | 08                  |  |
| 8       |                                           |                                              |                     |  |
| 9       | Sonny und Cher                            | I Got You Babe                               | 09                  |  |
| 9       |                                           |                                              |                     |  |
| 10      | Freie Fahrt für Cher                      | Driving Me Crazy                             | 10                  |  |
| 10      |                                           |                                              |                     |  |
| 11      | Eine Liebestragödie                       | Romeo & Cher                                 | 11                  |  |
| 11      |                                           |                                              |                     |  |
| 12      | Cher, die Firmenchefin                    | Cher Inc.                                    | 12                  |  |
| 12      |                                           |                                              |                     |  |
| 13      | Ein Herzblatt für Daddy                   | Fixing Up Daddy                              | 13                  |  |
| 13      |                                           |                                              |                     |  |
| 14      | Der Spass hat ein Ende                    | The Party's Over                             | 14                  |  |
| 14      |                                           |                                              |                     |  |
| 15      | Soziale Abgründe                          | I'm In With The Out Crowd                    | 15                  |  |
| 15      |                                           |                                              |                     |  |
| 16      | Das große Handicap                        | All Teed Off                                 | 16                  |  |
| 16      |                                           |                                              |                     |  |
| 17      | Mister Fehlerlos                          | Mister Wright                                | 17                  |  |
| 17      |                                           |                                              |                     |  |
| 18      | Die Valentinstag-Krise                    | Secrets And Lies                             | 18                  |  |
| 18      |                                           |                                              |                     |  |

| Episode | Deutscher Titel                            | Originaltitel             | Fortlaufende Nummer |  |
| ------- | ------------------------------------------ | ------------------------- | ------------------- |  |
| 1       | Es geht wieder los                         | Back To School            | 19                  |  |
| 1       |                                            |                           |                     |  |
| 2       | Romanze mit Hindernissen                   | Salsa, Chlorine And Tears | 20                  |  |
| 2       |                                            |                           |                     |  |
| 3       | Dumm, aber oho                             | Suddenly Stupid           | 21                  |  |
| 3       |                                            |                           |                     |  |
| 4       | Ein super-therapeutisches Wochenende       | Sharing Cher              | 22                  |  |
| 4       |                                            |                           |                     |  |
| 5       | Wenn Frauen hassen                         | Chick Fight Tonight       | 23                  |  |
| 5       |                                            |                           |                     |  |
| 6       | Liebe auf den ersten Schreck               | Trick Or Treat            | 24                  |  |
| 6       |                                            |                           |                     |  |
| 7       | Krieg der Königinnen                       | Homecoming Queen          | 25                  |  |
| 7       |                                            |                           |                     |  |
| 8       | Mit Handy und Kreissäge                    | Shop Till You Drop        | 26                  |  |
| 8       |                                            |                           |                     |  |
| 9       | Ein Daddy auf Abwegen                      | The Intruder              | 27                  |  |
| 9       |                                            |                           |                     |  |
| 10      | Der Satansbraten                           | Intruder Spawn            | 28                  |  |
| 10      |                                            |                           |                     |  |
| 11      | Der Fehltritt im Valley                    | Valley Of The Malls       | 29                  |  |
| 11      |                                            |                           |                     |  |
| 12      | Das Multi-Konfessionelle Weihnachtskonzert | A Very P.c. Holiday       | 30                  |  |
| 12      |                                            |                           |                     |  |
| 13      | Der Karriere-Tag                           | Labor Of Love             | 31                  |  |
| 13      |                                            |                           |                     |  |
| 14      | Tanzfieber                                 | Dance Fever               | 32                  |  |
| 14      |                                            |                           |                     |  |
| 15      | Bis dass der Zweifel uns scheidet          | In Boyfriend We Trust     | 33                  |  |
| 15      |                                            |                           |                     |  |
| 16      | Ausflug in den Knast                       | The Joint                 | 34                  |  |
| 16      |                                            |                           |                     |  |
| 17      | Wunschträume                               | Life Is A Beach           | 35                  |  |
| 17      |                                            |                           |                     |  |
| 18      | Eine Prüfung für's Leben                   | P.g. Seventeen            | 36                  |  |
| 18      |                                            |                           |                     |  |
| 19      | Ein Traumpaar trennt sich                  | Let's Stay Together       | 37                  |  |
| 19      |                                            |                           |                     |  |
| 20      | Alte Freunde                               | Friends                   | 38                  |  |
| 20      |                                            |                           |                     |  |
| 21      | Das Musik-Video                            | Sean's Video              | 39                  |  |
| 21      |                                            |                           |                     |  |
| 22      | Die Finanzkrise                            | Cashless                  | 40                  |  |
| 22      |                                            |                           |                     |  |

| Episode | Deutscher Titel                        | Originaltitel                         | Fortlaufende Nummer |  |
| ------- | -------------------------------------- | ------------------------------------- | ------------------- |  |
| 1       | Im Proleten-Exil                       | Bakersfield Blues                     | 41                  |  |
| 1       |                                        |                                       |                     |  |
| 2       | Zurück in Beverly Hills                | Back From Bakersfield                 | 42                  |  |
| 2       |                                        |                                       |                     |  |
| 3       | Was sich liebt, das raucht nicht       | Model Smoker                          | 43                  |  |
| 3       |                                        |                                       |                     |  |
| 4       | Murrays kleiner Horrortrip             | Scream Murray, Scream!(1)             | 44                  |  |
| 4       |                                        |                                       |                     |  |
| 5       | Horror ohne Ende                       | Scream Again Murray, Scream Again!(2) | 45                  |  |
| 5       |                                        |                                       |                     |  |
| 6       | Der gefährliche Fan                    | Cher and Cher Alike                   | 46                  |  |
| 6       |                                        |                                       |                     |  |
| 7       | Wer die Collage-Wahl hat, hat die Qual | Father's Keeper                       | 47                  |  |
| 7       |                                        |                                       |                     |  |
| 8       | Großwildjagd im Hause Horowitz         | Never P.E.T.A. Squirrel               | 48                  |  |
| 8       |                                        |                                       |                     |  |
| 9       | Der heilige Kotflügel                  | Our Lady of Rodeo                     | 49                  |  |
| 9       |                                        |                                       |                     |  |
| 10      | Männerkriegen leicht gemacht           | Nice Girls Finish Last                | 50                  |  |
| 10      |                                        |                                       |                     |  |
| 11      | Der Lebensretter                       | Mercy Date                            | 51                  |  |
| 11      |                                        |                                       |                     |  |
| 12      | Amber vor dem Traualtar                | Child Bride                           | 52                  |  |
| 12      |                                        |                                       |                     |  |
| 13      | Ein gefallener Held                    | Popularity                            | 53                  |  |
| 13      |                                        |                                       |                     |  |
| 14      | Der verbotene Kuss                     | My Best Friend's Boyfriend            | 54                  |  |
| 14      |                                        |                                       |                     |  |
| 15      | Kleiner Rausch mit grossen Folgen      | None for the Road                     | 55                  |  |
| 15      |                                        |                                       |                     |  |
| 16      | Die Ablehnung                          | Cher's Weekend at Bernie's            | 56                  |  |
| 16      |                                        |                                       |                     |  |
| 17      | Nur nicht rennen                       | Parent Trap                           | 57                  |  |
| 17      |                                        |                                       |                     |  |
| 18      | Tagesmutter-Freuden                    | Big Sissies                           | 58                  |  |
| 18      |                                        |                                       |                     |  |
| 19      | Der Drogentest                         | A Test of Character                   | 59                  |  |
| 19      |                                        |                                       |                     |  |
| 20      | Damenwahl                              | Prom Misses, Prom Misses              | 60                  |  |
| 20      |                                        |                                       |                     |  |
| 21      | Schulabschluss mit Folgen              | Graduation                            | 61                  |  |
| 21      |                                        |                                       |                     |  |
| 22      | Die letzte erste Nacht                 | All Night Senior Party                | 62                  |  |
| 22      |                                        |                                       |                     |  |

## Serienuniversum
Clueless teilt sich ein Serienuniversum mit Sabrina – Total Verhext! und Moesha. In Folge 17 (Mister Fehlerlos) tritt Melissa Joan Hart als Sabrina Spellman auf. In Folge 45 (Horror ohne Ende) ruft Amber Moeshas Namen, während sie mit Cher und Dionne nach Murray und Sean sucht. In Folge 60 (Damenwahl) schließlich treten Lamont Bentley und Shar Jackson als Hakeem Campbell und Niecy Jackson auf, ihren Rollen aus Moesha.